# 飯寿司

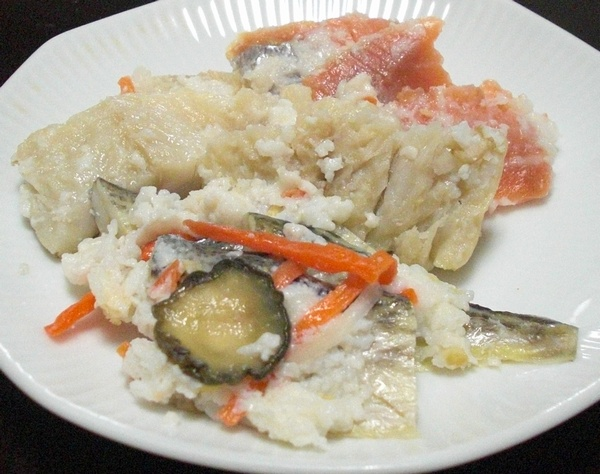
飯寿司（ハタハタ、鮭、ニシン、人参、胡瓜）

飯寿司、飯鮨（いずし）は、乳酸発酵させて作るなれずしの一種。

## 概要
主に北海道から北陸にかけて伝わる「なれずし」の名称であり、魚と野菜を米麹に漬けて、乳酸発酵させたすしである。野菜を入れる事が特徴であり、かぶら寿司も存在する。
北陸以北の日本海側と北海道の寒い地域に集中した分布圏がみられるが、西日本にも点在して伝わる。寒冷な地域で作られることが多いのは、発酵の際に気温が最低一か月以上は氷点下を下回らないと、腐敗が発生しやすくなるからである。
使用される魚は、ハタハタ、鮭、ニシン、サンマ、ホッケ、キンキ、カレイなどが多い。野菜には、キャベツ、大根、ニンジン、ショウガ、きゅうり、タマネギ、サンショウなどが使われる。アケビやヤマブドウなど果実を用いた物もある。
他のなれずしに比べると、低温で漬ける期間は短いために香りは穏やかで、米の甘味と乳酸の酸みのバランスが良いとされる。

## 歴史
東南アジアに発祥し、中国大陸、朝鮮半島を通じて九州、関西の日本海側に伝わったなれずしの原型は、乳酸発酵から酢で酸味つけるよう進化していった。さらには、15世紀ころには野菜や糀を入れて短期間で発酵させる「飯寿司」へと発展していった。
北海道の先住民族であるアイヌには米食の文化が無かったため、いずしはアイヌ料理にはない。このため、北海道に開拓で入植した和人が持ち込んだ料理と考えられる。
北海道に伝わる飯寿司は、入植した当時の製法、原型を忠実に守っているとも言われている。

## 名称
いずしの語源としては諸説あるが、いずれも有力な証拠は発見されていない。以下に説の例を挙げる。
- 魚を飯で漬け込んで発酵させることから、「飯で発酵させる寿司」すなわち「飯寿司」[3]。
- 魚を「いお」と呼ぶので、「いお寿司」。これが変化して「いずし」[3]。

## 注意点
空気に触れないように発酵させるため、手作りする際には嫌気性菌であるボツリヌス中毒に注意が必要である（秋田県では、1953年から61年にかけて13件の中毒が発生し、患者60人のうち24人が死亡した例がある。なお、魚を漬け込む際に乳酸発酵がある程度進んでいるとボツリヌス菌の繁殖は免れる）。